# Andrea Schwarz (Politikerin)

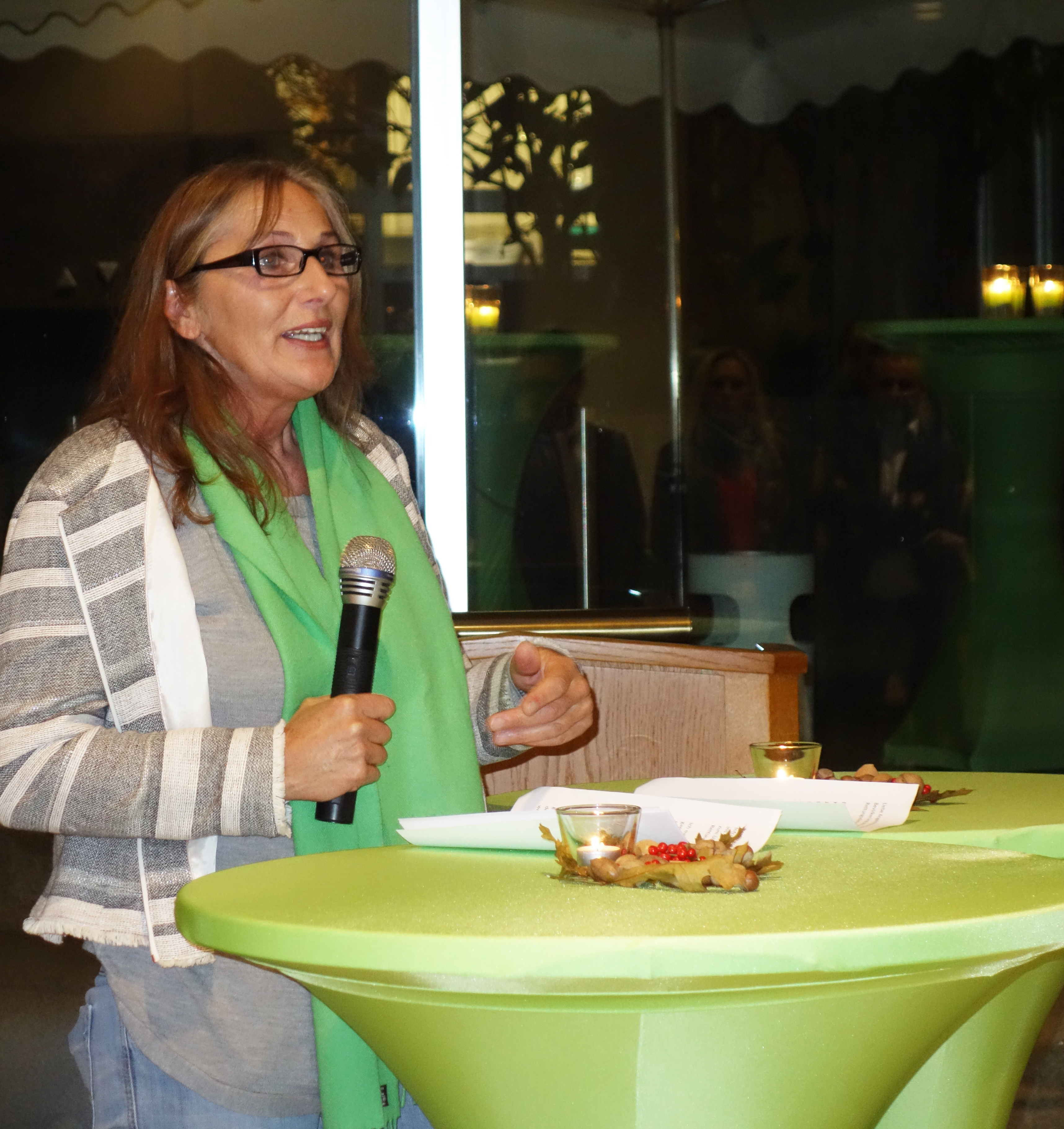
Andrea Schwarz (2017)

Andrea Wilhelmine Schwarz (* 21. September 1957 in Pforzheim) ist eine deutsche Politikerin (Bündnis 90/Die Grünen) und seit 2016 Abgeordnete im Landtag Baden-Württemberg.

## Leben
Schwarz besuchte von 1963 bis 1967 die Grundschule und anschließend bis 1973 die Realschule in Knittlingen. Anschließend machte sie bis 1976 eine Ausbildung zur medizinischen Fachangestellten. Von 2011 bis 2016 arbeitete sie als Wahlkreismitarbeiterin von Alexander Salomon.

## Politik
Schwarz gehört der Partei Bündnis 90/Die Grünen seit 1994 an und hatte von 1999 bis 2016 ein Mandat im Gemeinderat von Oberderdingen inne. Von 1994 bis 2000 war sie Mitglied des Vorstands des Ortsverbands Oberderdingen der Grünen. Von 1998 bis 2010 war sie Mitglied im Vorstand des Grünen-Kreisverbands Karlsruhe-Land. Bei der Landtagswahl in Baden-Württemberg 2016 errang sie ein Direktmandat im Landtagswahlkreis Bretten, das sie bei den Landtagswahlen in Baden-Württemberg 2021 verteidigte. Als Mitglied im Landtag von Baden-Württemberg ist sie Sprecherin für Bevölkerungsschutz und Wehrpolitische Sprecherin der Grünen-Fraktion. Schwarz gehört dem Ständigen Ausschuss und dem Ausschuss für Inneres, Digitalisierung und Kommunen an.
Bei der Landtagswahl 2021 konnte sie ihr Direktmandat mit 32,0 Prozent der Stimmen verteidigen. Bei der Landtagswahl 2026 kandidiert sie nicht erneut.
Für ihren Einsatz um den Bevölkerungsschutz und insbesondere für die Wasserrettung wurde sie von der DLRG mit dem Verdienstorden in Silber ausgezeichnet.

## Privates
Andrea Schwarz ist geschieden und Mutter von drei Kindern.